# Sonorelix borregoensis
Sonorelix borregoensis är en snäckart som först beskrevs av S. S. Berry 1929.  Sonorelix borregoensis ingår i släktet Sonorelix och familjen Helminthoglyptidae. Inga underarter finns listade i Catalogue of Life.